# التهاب الأنف الأرجي
التهاب الأنف الأرجي أو حمى الكلأ. وهو عبارة عن التهاب الجيوب هو في البطانة التي في داخل الجيوب، ويمكن أن يكون حاداًأو مزمناً. حيث تصبح الجيوب مسدودة ومملوءة بالسوائل يمكن للجراثيم أن تنمو وتسبب أعراضاً؛ مثل الصداع كما يمكن لانسداد الجيوب أن ينجم عن الزكام أو حمى الكلأ أو السلائل (البوليبات) الأنفية (كتل صغيرة داخل الأنف).

## الاعراض
شمل علامات وأعراض التهاب الأنف اللاأرجي ما يلي:
- انسداد الأنف.
- رشح .
- العطس.
- المخاط (البلغم) في الحلق (تنقيط أنفي خلفي).
- سعال.
ولا يسبب التهاب الأنف اللاأرجي حدوث حكة في الأنف أو العين أو الحلق - وهي الأعراض التي ترتبط عادة بأنواع مثل حمى القش
كما ان التهاب الأنف الأرجي والتهاب الجيوب الأرجي مرتبطان ببعضهما البعض، لأن التهاب الأنف الأرجي يجعل الانف مسدوداً، وهذا بدوره يسد الجيوب.

## الأسباب
يحدث التهاب الأنف اللاأرجي عندما تتوسع الأوعية الدموية الموجودة في الأنف، مما يؤدي إلى ملء تجويف الأنف بالدم والإفرازات. يوجد العديد من الأسباب المحتملة لهذا التوسع غير الطبيعي للأوعية الدموية أو التهاب الأنف ويختلف محفزات أعراض التهاب الأنف اللاأرجي، ويمكن أن تشمل روائح معينة أو مهيجات في الهواء، أو تغيرات في الطقس أو بعض الأدوية، أو أطعمة معينة، أو المشكلات الصحية المزمنة كما إن التهاب الأنف الأرجي يثار بواسطة المُسْتَأرِجات. والمُسْتَأرِجات يمكن أن توجد في الأماكن المفتوحة والأماكن المغلقة على حد سواء. فعندما يكون التهاب الأنف الأرجي ناجماً عن مستأرجات الأماكن المفتوحة - مثل: العفن أو غبار الطلع الأشجار والحشائش والأعشاب ، غالباً ما يشار إليه باسم الأرجية الفصلية أو «حمى الكلأ». وقد يثار التهاب الأنف الأرجي ،و أيضاً بواسطة مستأرجات موجودة في المنزل مثل وبر الحيوانات أو عفن الأماكن المغلقة أو عث غبار المنزل. وإن التصنيف الأحدث لالتهاب الأنف الأرجيالشديد في الاعتبار شدة الأعراض والتأثير على نوعية الحياة. ووفقاً لهذه الخصائص قد يكون خفيفاً أو معتدلاًأوشديد.

## العلاج
غالباً ما يختفي دون الحاجة إلى أية معالجة نوعية. لكن التهاب الجيوب المزمن قد يتطلب استعمال مضادات حيوية أو مزيلات احتقان أو بخاخات أنفية ستيرويدية ولكن في الحالات المزمنة قد يتدخل العمل الجراحي .